# Teodor I Muzaka
Teodor I Muzaka (?-1331) was een Albanese prins uit het adellijk geslacht Muzaka. Teodor I heerste van 1319 tot zijn dood in 1331 over het vorstendom Muzaka in Berat, centraal-Albanië.

## Biografie
Teodor I Muzaka was de zoon van Andrea I Muzaka, de maarschalk van Albanië. Teodor I volgde de heerschappij van zijn vader na diens dood in 1319 op. Teodor I zijn heerschappij was minder dominant dan die van zijn vader; Teodor I had de lokale titel als heerser van een autonoom vorstendom dat in handen was gevallen van de buitenlandse rijken in Albanië, het Byzantijnse Rijk en het Keizerrijk Servië. In tegenstelling tot zijn vader was Teodor I loyaal aan het Huis Anjou-Sicilië, de heersers van het Koninkrijk Albanië.
Teodor I  Muzaka zijn gemalin was een prinses uit de Gropa-dynastie, de dochter van Pal Gropa. Teodor I  Muzaka stierf in 1331. Hij werd opgevolgd door zijn zoon Andrea II Muzaka, die vanaf 1340 de titel despoot kende na een succesvolle rebellie tegen het Keizerrijk Servië. Andrea II wist het vorstendom Muzaka uit te breiden naar zijn territoriale hoogtepunt. 